# Monster on a Plane
Monster on a Plane és una pel·lícula de terror de criatures alemanya del 2024 escrita i dirigida per Ezra Tsegaye. La pel·lícula va ser produïda per Riot City Entertainment en col·laboració amb Cornelsen Films i va celebrar la seva estrena mundial al Festival Internacional de Cinema Fantàstic de Brussel·les (BIFFF).

## Argument
El professor Singh s'embarca en una perillosa missió per portar una criatura misteriosa d'una terra llunyana a Alemanya. Durant el vol, l'avió és sacsejat per una turbulència inesperada, que fa que el monstre es desperta. El caos esclata quan la criatura comença a atacar els passatgers. L'hostessa Nathalie i el professor Ben intenten salvar l'avió, però la situació s'intensifica quan descobreixen un assassí despietat entre els passatgers.

## Repartiment
- Philippe Brenninkmeyer: Capità Pillow
- Dieter Landuris: Professor Singh
- Fred Aaron Blake: Helmut
- Anthony Straeger: Sky Marshall
- Nicolás Artajo com a Nico Torrez
- Steven Preisner com a Steward Thomas
- Isabel Dornheim com a Melanie
- Micaela Schäfer com a Micaela
- Kim Kelly Braun com a Karin
- Ana Singer com Alina
- Isa Rivar com Ezra
- Sabine Heinen com a Mia
- Armin Moallem com a Mikey
- Lea Müller com a Lea
- Anja Karmanski com a Uli
- Sascha Eichenauer com a guardaespatlles
- Vanessa Most com a Anna
- Jim Förster com a Bill
- Nadja Gallera com a Judy
- Errol Trotman Harewood com el detectiu Manado
- Natalia Witmer com a detectiu Anna

## Producció
Monster on a Plane prescindeix dels efectes CGI i, en canvi, utilitza efectes visuals fets a mà (VFX) i animatrònica. El monstre més petit de la pel·lícula és un animatrònic que va ser operat per un titellaire i mitjançant un control remot, mentre que el monstre més gran podria ser portat per un titellaire. Aquestes criatures van ser creades per Chris Kunzmann de Chris Creatures Filmeffects. Els plans exteriors de l'avió es van basar en miniatures rodades per Berton Pierce a l'estudi de pantalla verda. Claus Grüßner de ShapeshiftersFX va ser el responsable de les pròtesis i els efectes del maquillatge.
El rodatge va tenir lloc principalment a Berlín. Les escenes a l'interior de l'avió van ser filmades en un centre d'entrenament per a pilots i assistents de vol prop de l'aeroport de Berlín-Schönefeld.

## Recepció
La pel·lícula és elogiada pel seu homenatge a pel·lícules clàssiques de criatures com ara Gremlins i Critters. Els crítics van destacar els efectes creatius fets a mà que creen una sensació retro i una estètica de "novel·la gràfica". Malgrat el baix pressupost, la creativitat dels cineastes, especialment en els efectes pràctics i les miniatures, va ser valorada positivament.

## Estrena i festivals
Monster on a Plane s'ha projectat a diversos festivals internacionals de cinema, com ara el Festival Internacional de Cinema Fantàstic de Brussel·les (BIFFF), al LVII Festival Internacional de Cinema Fantàstic de Catalunyai l'Horrorant Filmfestival de Grècia, on la pel·lícula va guanyar el premi als millors efectes especials. Els efectes especials van ser desenvolupats i realitzats per Chris Kunzmann (disseny de la criatura), Claus Grüßner (Efectes especials de maquillatge) i Berton Pierce (disseny de miniatures).